# 增補彙音
《增補彙音》（白話字：Cheng-pó͘ Lūi-im；臺羅：Tsing-póo uī-im）為清朝嘉慶25年（1820年）自題為「壺麓主人」所撰寫的一部以漳州音為主的閩南語音韻學書籍。增補彙音又稱《增補十五音》（Cheng-pó͘ Si̍p-ngó͘-im）、《黑字十五音》（Hek-jī Si̍p-ngó͘-im）、《增註十五音彙集》（Cheng-chù Si̍p-ngó͘-im Chi̍p）。

## 內容
內容以韻母"字祖三十字"為經，以聲母"切音十五字"為緯，再以"八音聲調"梳櫛。(以下切音十五字、字祖三十字、聲調八音等須以漳州語音來唸讀)
- 切音十五字為：柳l、邊p、求k、去kh、地t、頗ph、他th、曾ts、入dz、時s、鶯y、門m、語g、出tsh、喜h。
- 字祖三十字為：君un、堅ian、金im、歸ui、家e、干an、光ong、乖uai、京、官、姑、嬌、稽、宮、高、皆、根、姜、甘、瓜、江、兼、交、伽、"葵(以同音字代)"、葩、龜u、箴、璣、"麴(以同音字代)"。
- 聲調八音為：君(上平)、滾(上上)、棍(上去)、骨(上入)、群(下平)、郡(下上)、棍(下去)、滑(下入)。
- “郡”廣韻“渠問切”“問”韻“去聲”，故本書誤將“下去聲”作“下上聲”。(P.S.此句待議, 因為“郡”字在現代(指清國開始)泉州腔為“下上聲”無誤)

## 刊本
1. 清嘉慶15年(1820年)壺麓主人《增補彙音》。
2. 清道光己丑(1829年)刊本 廈門文德藏板。
3. 台北林梵抄錄，台中瑞成書局影印本，1961年。

## 參閲
- 沈富進
- 彙音妙悟
- 彙集雅俗通十五音
- 閩南方言拼音方案

## 外部連結
- 泉州歷史網
- 中華閩南文化網
- 中央研究院漢籍電子文獻 （页面存档备份，存于）
- 中央研究院歷史語言研究所 （页面存档备份，存于）